# روز جهانی اقدام برای سلامت زنان

روز جهانی اقدام برای سلامت زنان (انگلیسی: International Day of Action for Women's Health) یک مناسبت بین‌المللی است که از سال ۱۹۸۷ هر سال در ۲۸ می جشن گرفته می‌شود.